# Invisible Sounds: For Kenny Wheeler
Invisible Sounds: For Kenny Wheeler ist ein Jazzalbum von Ingrid Jensen und Steve Treseler. Die 2015 an verschiedenen Orten entstandenen Aufnahmen erschienen 2018 auf Whirlwind Recordings.  Die Kompositionen zu diesem Album stammen, bis auf zwei der insgesamt zehn Stücke, vom 2014 verstorbenen Jazztrompeter und Komponisten Kenny Wheeler.

## Hintergrund
Mit dem Album zollten die Trompeterin Ingrid Jensen und der Saxophonist/Klarinettist Steve Treseler dem 2014 verstorbenen Kenny Wheeler Tribut, bei dem sie auch studiert hatten. Dafür wurden Werke aus dem umfangreichen Katalog des Musikers neu interpretiert, die aus „einer Liste von etwa dreißig Stücken, die wir machen wollten“, stammen, erinnert sich Treseler. Die Nachricht von Kennys Tod bewog die beiden Musiker, ein Tributkonzert zusammenzustellen und die Stücke aus Wheelers Karriere für ein Quintett zu arrangieren. Aus diesem Projekt entstand auch das Album. Die beiden Musiker traten mit Ingrid Jensens Band – Geoffrey Keezer (Klavier), Martin Wind (Bass) und Jon Wikan (Schlagzeug) an zwei Abenden im Royal Room von Seattle auf, gefolgt von einer Studio-Session. Zwischen den Shows, die in der Sendung Jazz Night in Amerika von National Public Radio ausgestrahlt wurden, entstanden die Aufnahmen für das Album, mit der Gastsaxophonistin Christine Jensen und der Sängerin Katie Jacobson.
Zu den gespielten Kompositionen gehört eine der bekanntesten Nummern Wheelers, „Everybody’s Song But My Own“ von dessen Album Flutter by Butterfly (Soul Note, 1988); das lyrische „Where Do We Go from Here?“ stammt aus Wheelers gleichnamigem Album (CAM Jazz, 2004) und erinnert an sein Duett mit dem Pianisten John Taylor, das hier für ein Quintett arrangiert ist. Zu den weiteren Stücken gehört „Foxy Trot“, das erstmals auf Wheelers Album Double, Double You (ECM, 1984) zu hören war, das ruhige „Kind Folk“ vom Album Angel Song (ECM, 1997) und „546“, das erstmals auf Wheelers LP Kayak (Ah Um, 1992) zu hören war. „Old Time“ ist ein Titel aus For Quintet von 2015, Wheelers letzter ECM-Aufnahme.

## Titelliste

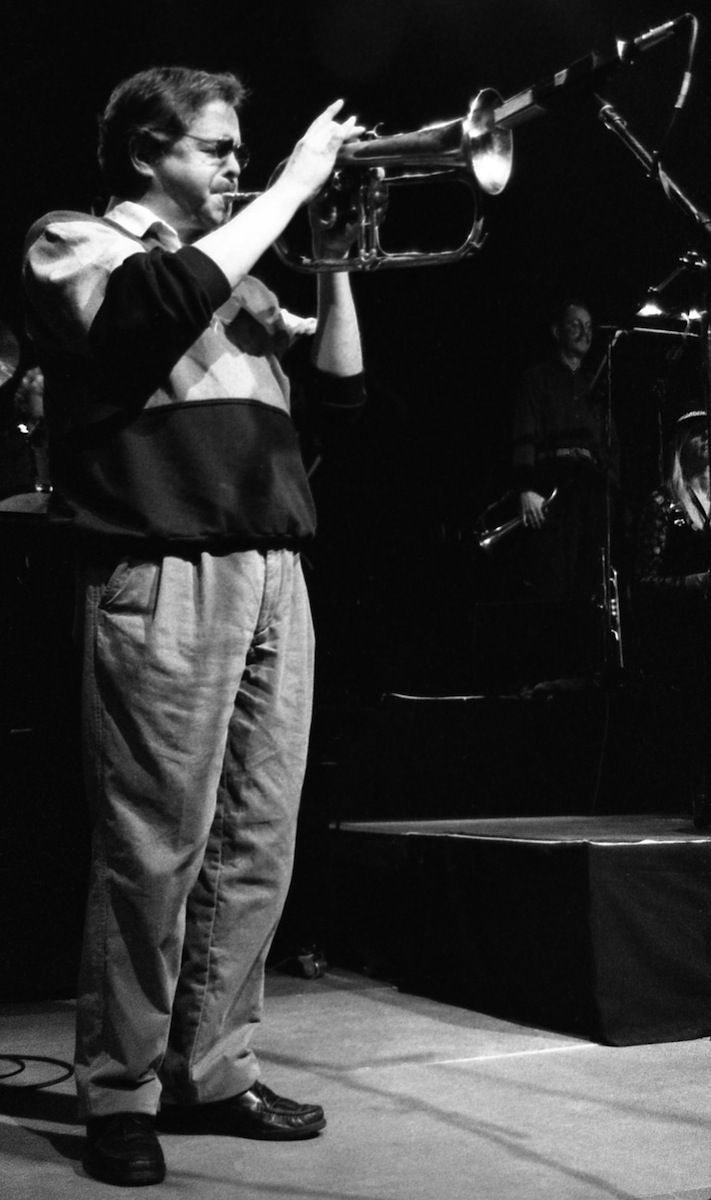
Kenny Wheeler bei einem Auftritt mit dem United Jazz + Rock Ensemble 1992 in Braunschweig

- Ingrid Jensen and Steve Treseler: Invisible Sounds: For Kenny Wheeler (Whirlwind Recordings WR4729LP, WR4729)[4]

Sofern nicht anders angegeben, stammen alle Kompositionen von Kenny Wheeler.
1. Foxy Trot, 7:40
2. Kind Folk, 7:20
3. 546, 3:51
4. Gentle Piece-Old Ballad, 10:46
5. Old Time (Live), 8:07
6. Duet (Steve Treseler) 1:16
7. Everybody’s Song But My Own 7:37
8. Where Do We Go from Here 8:13
9. Ingalude (Ingrid Jensen / Kenny Wheeler) 1:56
10. Foxy Trot (Live), 9:16

Die Tracks 1–4 und 7–9 wurden am 2. März 2015 in den Robert Lang Studios, Shoreline, Washington aufgenommen. Die Tracks 5 und 10 wurden am 2. März 2015 live im Royal Room in Seattle aufgenommen. Track 6 wurde im Februar 2016 am Wohnsitz von Ingrid Jensen in Ossining, New York, aufgenommen.

## Rezeption
Roger Farbey, der das Album in All About Jazz rezensierte, zitiert Wheeler mit einem Satz aus einem BBC-Rundfunk-Interview aus dem Jahr 2010: „Alles, was ich tue, hat einen Hauch von Melancholie und einen Hauch von Chaos. Ich schreibe traurige Songs und dann bringe ich die Musiker dazu, sie zu zerstören.“ Aber seine Kompositionen seien auch von einem unbestreitbaren Genius berührt; und Jensens und Treselers Album sei ein schönes Zeugnis für diesen selbstlosen Maestro.

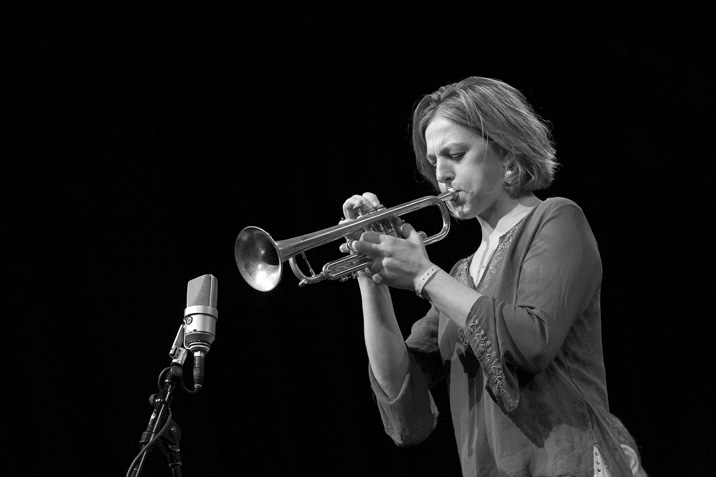
Ingrid Jensen 2008

J.D. Considine schrieb in JazzTimes, im Laufe der Zeit sei Kenny Wheeler mehr als Komponist als als Performer verehrt worden. Bis zu einem gewissen Grad habe dies hauptsächlich an seiner unorthodoxen, aber spezifischen Herangehensweise an Harmonien gelegen. Immer sehr melodisch, ermutigte er die Solisten, harmonische Abstraktionen zugunsten einer lyrischeren, vokalisierten Linie herunterzuspielen.
Giovanni Russonello schrieb im Down Beat, Geoffrey Keezer sei wie üblich am Klavier zu erleben, wie er ein kraftvolles Solo in „546“ spiele, das die eleganten Posen des Songs hervorrufe, und biete während anderer Features ein Seminar in Zurückhaltung an. Aber die Geheimwaffe der Band sei der Bassist Martin Wind, dessen schaumiges Bassspiel und ständige rhythmische Neuausrichtung über die Anerkennung des brillanten Designs dieser Stücke hinausgehe. Wenn die Gruppe eine sechste Stimme hinzufügt – Christine Jensens Sopransaxophon in der Studioversion von „Foxy Trot“ oder Katie Jacobsons Gesang in zwei Balladen – würden die Zuhörer daran erinnert, wie viel Textur und Dimension Wheelers Melodien gestatten können. Es gebe unendlich viele Möglichkeiten, auf seinem Songbook aufzubauen. Invisible Sounds sei nur eine davon und auch ein guter Anfang.
Nach Ansicht von Brian Payne (Jazz Journal) würden Musiker aufgrund der melancholischen Natur einiger Werke Wheelers diese ausnahmslos mit Samthandschuhen behandeln und man würde dadurch die inhärente Kraft der Musik vermissen. Bei diesem Album sei es jedoch anders – die Band habe Wheelers Musik ihren eigenen Stempel aufgedrückt und biete eine völlig neue Perspektive. Das Ergebnis sei inspirierend, energisch und oft hart. Dafür sorge vor allem Jensens reguläre Rhythmusgruppe.
Michael Brinkschulte (Der Hörspiegel) meint, das Album zeichne sich durch die improvisatorischen Fähigkeiten der Musiker und das Können an den einzelnen Instrumenten aus. Stellenweise wirke es sehr dynamisch, bringe dann auch wieder einen gewissen Big-Band-Charakter mit, der von den Soli kontrastiert werde. Es sei „ein stilistisch vielschichtiges Album, das von ruhigen Klängen wie in ‚Kind Folk‘ oder ‚Gentle Piece – Old Ballad‘ bis hin zu rasanten Swing-Elementen einiges im Gepäck hat.“